# برج گورتیا
برج گورتیا (به سوئدی: Gothia Towers) یک ساختمان و هتل در سوئد است که در بخش یوتبری واقع شده‌است.